# Тонівілл (Каліфорнія)
Тонівілл (англ. Tonyville) — переписна місцевість (CDP) в США, в окрузі Туларе штату Каліфорнія. Населення — 329 осіб (2020).

## Географія
Тонівілл розташований за координатами 36°14′51″ пн. ш. 119°5′25″ зх. д. / 36.24750° пн. ш. 119.09028° зх. д. (36.247382, -119.090352).  За даними Бюро перепису населення США в 2010 році переписна місцевість мала площу 0,13 км², уся площа — суходіл.

## Демографія
Згідно з переписом 2010 року, у переписній місцевості мешкало 316 осіб у 63 домогосподарствах у складі 59 родин. Густота населення становила 2416 осіб/км².  Було 68 помешкань (520/км²).
Расовий склад населення:
| - 56,3 % — білих - 3,8 % — азіатів - 36,4 % — осіб інших рас |

До двох чи більше рас належало 3,5 %. Частка іспаномовних становила 90,5 % від усіх жителів.
За віковим діапазоном населення розподілялося таким чином: 32,9 % — особи молодші 18 років, 62,4 % — особи у віці 18—64 років, 4,7 % — особи у віці 65 років та старші. Медіана віку мешканця становила 27,3 року. На 100 осіб жіночої статі у переписній місцевості припадало 129,0 чоловіків;  на 100 жінок у віці від 18 років та старших — 120,8 чоловіків також старших 18 років.
За межею бідності перебувало 48,6 % осіб, у тому числі 100,0 % дітей у віці до 18 років та 100,0 % осіб у віці 65 років та старших.
Цивільне працевлаштоване населення становило 264 особи. Основні галузі зайнятості: сільське господарство, лісництво, риболовля — 66,3 %, інформація — 9,5 %, транспорт — 9,1 %.